# Ligue universelle des francs-maçons
La Ligue universelle des francs-maçons  (LUF) (en espéranto : Universala Framasona Ligo) est un organisme international créé en 1905, à l'issue du premier congrès international d’espéranto. À sa création elle prend le nom d'Esperanto Framasona et appelle au rassemblement des francs-maçons quels que soient leurs obédiences, leurs nationalités ou leurs rites dans le but d'agir en faveur de l’internationalisme et du pacifisme. En 1913, elle prend son nom définitif et se structure à l'issue du congrès de Berne. L'association existe encore et continue ses activités en 2019.

## Histoire
La Ligue universelle des francs-maçons est constituée à l'issue du premier congrès international d’espéranto qui se déroule en 1905 à Boulogne-sur-mer en France. Ce projet de langue internationale attire de nombreux francs-maçons qui le perçoivent comme un outil capable de rapprocher les hommes par le dialogue et s'inscrivant dans l'universalisme originel et le courant pacifiste de la franc-maçonnerie. La ligue se constitue en dehors de toute obédience et invite tous les francs-maçons sans distinction de rite ou d'appartenance. Elle ne parvient pas à ce structurer de manière formelle pendant ses premières années d’existence et c'est au cours de la rencontre internationale espérantistes de Berne  en 1913, qu'elle fait approuver la rédaction de ses statuts et qu'elle prend le nom de Universala Framasona Ligo. Le premier président de la ligue est le portugais Sebastião de Magalhães Lima  sénateur du Parti républicain, membre du Bureau international de la paix et pendant plus de vingt ans, grand-maître du Grand Orient lusitanien uni